# برتون (واشینگتن)
برتون (به انگلیسی: Burton) یک منطقهٔ مسکونی در ایالات متحده آمریکا است که در شهرستان کینگ، واشینگتن واقع شده‌است.